# Balausta
Balausta es un fruto sincarpo indehiscente que procede de un ovario ínfero, donde los carpelos están unidos entre sí y dispuestos en dos estratos. Poseen un pericarpio duro, y el interior está dividido en cavidades gracias a un tejido tenue (tastana). En su formación, interviene - además del ovario ínfero - el tálamo floral acopado y soldado al ovario. Las semillas (polispermo) tienen la parte externa carnosa (sarcotesta).
Un ejemplo es el fruto del granado (Punica granatum)
Etimología
Del latín balaustĭum, y este del griego βαλαύστιον 'flor del granado').